# La conciencia del rey (Star Trek: La serie original)
«La conciencia del rey» es el episodio número 13 en ser transmitido y el número 12 en ser producido de Star Trek: la serie original, y se emitió por primera vez el 8 de diciembre de 1966. Fue escrito por Barry Trivers y dirigido por Gerd Oswald.
El episodio toma su título de las líneas finales del acto II de Hamlet: «El juego es aquello en lo que atraparé a la conciencia del Rey» (en inglés «The play's the thing/Where in I'll catch the conscience of the king»).

## Resumen
El capitán Kirk cruza su camino con un actor que es sospechoso de haber sido un criminal dictador muchos años antes.

## Trama
En la fecha estelar 2817.6, la nave USS Enterprise ha sido llamada al planeta Q por el Dr. Thomas Leighton, un investigador científico y un amigo del capitán Kirk. El Dr. Leighton dice haber descubierto una nueva fuente de comida sintética. Como resultado, la Enterprise se desvía de su ruta planificada para ir al planeta.
Al llegar, Kirk aprende que el descubrimiento anunciado es sólo un engaño usado por el Dr. Leighton para llevar a Kirk al planeta Q. Leighton le revela que su verdadero motivo es que Kirk confirme sus sospechas en relación con que Anton Karidian (Arnold Moss), el líder de un grupo de actores que representan obras de Shakespeare que se encuentran en ese momento en el planeta, es en realidad Kodos "El Verdugo", el exgobernador de la colonia terrestre de Tarsus IV, quien fue el responsable de la masacre de más de 4.000 personas —incluyendo familiares tanto de Kirk como de Leighton— 20 años antes.
Al principio, Kirk no cree las acusaciones del Dr. Leighton. Él dice que está satisfecho con la versión oficial de la historia en la que Kodos muere como resultado de la batalla entre sus seguidores y las fuerzas de socorro enviadas por la Tierra y que un cuerpo quemado descubierto en las ruinas era el de Kodos. Luego comienza a dudar de su propia opinión cuando el Dr. Leighton es encontrado muerto en circunstancias sospechosas al día siguiente.
Kirk contacta al capitán de la nave que tiene que recoger a la compañía de actores, amigo suyo, y lo convence de que no los recoja, haciendo que la compañía no pueda continuar con su gira de presentaciones. A continuación logra convencer a la hija de Karidian, Lenore, de usar a la Enterprise como transporte a cambio de una representación especial para la tripulación.
Las acciones de Kirk levantan las sospechas de Spock ya que está contra la ley transportar a pasajeros civiles y el destino de la compañía de actuación, la colonia Benecia, está a muchos años luz fuera del curso programado. Después de hacer una investigación en el computador de la nave, descubre que el exgobernador Kodos había ordenado las ejecuciones de más de la mitad de la población de Tarsus IV después de que el abastecimiento de comida fuera casi completamente destruido por un hongo, haciendo que la comida restante no alcanzara para sobrevivir hasta la llegada de ayuda. También descubre evidencia de que Kodos aplicó sus propias teorías personales acerca de la eugenesia cuando seleccionó quién viviría y quién moriría. Pero, cuando las naves de abastecimiento que podían salvar a la colonia llegaron mucho antes de lo que Kodos anticipó, todas las ejecuciones eran ya innecesarias.
La investigación también revela que no hay registros acerca de la existencia de Karidian previos a la muerte de Kodos, y que hay nueve personas que sobrevivieron a la masacre que podrían identificar a Kodos si él estuviera vivo. Y que de esos, siete han muerto en circunstancias misteriosas, y en cada una de esas muertes, la compañía de teatro de Karidian ha estado cerca, y que los dos últimos testigos sobrevivientes —el capitán Kirk y el teniente Kevin Riley— están a bordo de la Enterprise.
Spock y el Dr. McCoy confrontan al capitán Kirk con la evidencia recolectada por Spock y de la opinión de este de que intentarán asesinar al capitán Kirk y al teniente Riley. Kirk les confiesa no estar seguro de si Karidian es Kodos y no desear hacer una acusación sin tener pruebas. Un factor que hace esto más complejo es que Kirk está enamorándose de Lenore. Sin embargo, después de que Riley es envenenado y dejado en coma, y de que la nave casi es severamente dañada por un fáser dejado en sobrecarga en el camarote de Kirk, Kirk decide confrontar a Karidian haciéndole leer la sentencia que Kodos leía antes de cada ejecución para de esa forma poder comparar la firma vocal de Karidian con la que se tiene almacenada en el computador de Kodos. Pero incluso a pesar de que son casi iguales, aún no desea hacer una acusación de ese tipo sin estar totalmente seguro.
Mientras tanto, el teniente Riley, que se encuentra recobrándose en la enfermería, escucha un dictado al diario del dr. McCoy y se entera de que Karidian es sospechoso de ser Kodos —el hombre responsable del asesinato de la familia de Riley. Riley se escabulle de la enfermería y roba una pistola fáser, claramente para buscar venganza. Se dirige al teatro de la nave donde el grupo de Karidian ha comenzado a representar la obra Hamlet.
El teniente Riley logra escabullirse tras las bambalinas, y con un fáser en mano, busca vengarse de Karidian. Kirk lo descubre antes de que pueda actuar y lo persuade de que entregue el arma. Su conversación es escuchada por Karidian y Lenore quien va a investigar qué está pasando. Karidian, quien durante veinte años ha tratado de olvidar su pasado y proteger a Lenore de ese pasado, con horror se entera de que su adorable hija ha estado en una cruzada para protegerlo asesinando a los testigos que lo podrían identificar. Ella planeaba llevar a cabo los últimos asesinatos al finalizar la representación, matando a los dos últimos testigos (Kirk y Riley).
Lenore le roba su arma fáser a un guardia de seguridad que está cerca y le apunta a Kirk. Desesperado por prevenir más derramamiento de sangre en su nombre. Karidian/Kodos salta en la línea de fuego justo cuando Lenore le dispara a Kirk. Kodos recibe el disparo y muere. Lenore se desploma y es enviada a un hospital mental, con la alucinación de que nada desagradable ha sucedido.

## Remasterización del aniversario de los 40 años
Este episodio fue remasterizado en el año 2006 y fue transmitido el 22 de septiembre de 2007 como parte de la remasterización de la Serie Original. Fue precedido una semana antes por la versión remasterizada de "El Galileo siete" y seguido una semana más tarde por la versión remasterizada de "La trampa humana". Además de mejorar el sonido y la imagen, la remasterización también alteró elementos del episodio original. Además de todas las animaciones por computador de la USS Enterprise que es lo normal en las revisiones, los cambios específicos en este episodio incluyen:
- Los planetas que la Enterprise orbita recibieron una apariencia más real.
- Durante una escena donde Kirk habla con Lenore, las estrellas fuera de la ventana de la habitación fueron animadas para mostrar que la Enterprise está en warp.

## Recepción
Zack Handlen de The A.V. Club calificó este episodio con una 'A-', destacando la fuerte actuación de los actores incluyendo una "gran dinámica Spock/McCoy" y la  "más que creíble actuación de Shatner".